# Ethiolimnia geniculata
Ethiolimnia geniculata är en tvåvingeart som först beskrevs av Friedrich Hermann Loew 1862.  Ethiolimnia geniculata ingår i släktet Ethiolimnia och familjen kärrflugor. Inga underarter finns listade i Catalogue of Life.